# Per-Owe Trollsås
Per-Owe Trollsås, född 18 januari 1933 i Vaplan, Krokom, död 5 november 2000 i Kallhäll, Järfälla kommun, var en svensk friidrottare främst på 400 meter häck. Tävlade för Näldens IF, Bromma IF och (från 1959) Stockholms Studenters IF. Han utsågs 1957 till Stor Grabb nummer 196..
Trollsås deltog i olympiska sommarspelen 1960 i Rom i 400 meter häck (oplacerad). Han hade svenska rekordet på 400 m häck.

## Karriär
1952 vann Trollsås SM på 100 m. Han upprepade detta 1953.
Åren 1957–1960 vann han SM på 400 m häck. Han var med i segrande stafettlaget 4x400 m vid SM 1958.
1958 tog Trollsås silvermedaljen på 400 m häck vid EM i Stockholm (han satte svenskt rekord i semifinalen med 51,0).
1960 deltog han vid OS i Rom. Han blev utslagen i försöken på 400 meter häck (tid 52,3 s). Han var med i det svenska stafettlaget som blev utslaget i semifinal på 4x400 meter.
Per-Owe Trollsås är begravd på Järfälla kyrkogård.

## Personliga rekord
- 100 m: 10,6 s (Mariehamn Finland, 29 juli 1956)[9]
- 200 m: 21,6 s (Växjö 25 juli 1958)[10]
- 400 m: 47,8 s (Åbo Finland, 19 september 1958)[11]
- 800 m: 1:55,0 s (Sollentuna, 21 september 1958)[12]
- 110 m häck: 15,3 s (Katrineholm, 24 augusti 1957)[13]
- 400 m häck: 51,0 s (Stockholms stadion, 21 augusti 1958)[14]

### Fotnoter
1. 1 2 3 4  Stora grabbars märke Läst 2015-06-24
2. 1 2 3   Svenska Mästerskapen i friidrott 1896-2005. Trångsund: Erik Wiger/TextoGraf Förlag. 2006. ISBN 91-631-9065-6, sid 36
3. 1 2 3 4 5   Svenska Mästerskapen i friidrott 1896-2005. Trångsund: Erik Wiger/TextoGraf Förlag. 2006. ISBN 91-631-9065-6, sid 40
4. 1 2 3 4 5 6   Svenska Mästerskapen i friidrott 1896-2005. Trångsund: Erik Wiger/TextoGraf Förlag. 2006. ISBN 91-631-9065-6, sid 98
5. 1 2 3 4   Svenska Mästerskapen i friidrott 1896-2005. Trångsund: Erik Wiger/TextoGraf Förlag. 2006. ISBN 91-631-9065-6, sid 158
6. 1 2 3  SOK:s personsida
7. ↑  friidrott.se:s Stora Grabbar-sida Arkiverad 31 mars 2016 hämtat från the Wayback Machine. Läst 2015-06-24
8. ↑  SvenskaGravar.se
9. ↑   Sverigebästa genom tiderna i friidrott. Trångsund: Bengt Holmberg/TextoGraf Förlag. 2009. ISBN 978-91-977146-3-1, sid 34
10. ↑   Sverigebästa genom tiderna i friidrott. Trångsund: Bengt Holmberg/TextoGraf Förlag. 2009. ISBN 978-91-977146-3-1, sid 67
11. ↑   Sverigebästa genom tiderna i friidrott. Trångsund: Bengt Holmberg/TextoGraf Förlag. 2009. ISBN 978-91-977146-3-1, sid 90
12. ↑   Sverigebästa genom tiderna i friidrott. Trångsund: Bengt Holmberg/TextoGraf Förlag. 2009. ISBN 978-91-977146-3-1, sid 113
13. ↑   Sverigebästa genom tiderna i friidrott. Trångsund: Bengt Holmberg/TextoGraf Förlag. 2009. ISBN 978-91-977146-3-1, sid 180
14. ↑   Sverigebästa genom tiderna i friidrott. Trångsund: Bengt Holmberg/TextoGraf Förlag. 2009. ISBN 978-91-977146-3-1, sid 193
15. ↑  ”Swedish Athletic Page”. Arkiverad från originalet den 8 december 2007. https://web.archive.org/web/20071208031252/http://home.swipnet.se/~w-92028/. Läst 16 juli 2015.